# Швеція на літніх Олімпійських іграх 1984
Швеція брала участь у Літніх Олімпійських іграх 1984 року у Лос-Анджелесі (США) удев'ятнадцяте за свою історію, і завоювала 19 медале (2 золоті, 11 срібних і 6 бронзову медалі), посівши у загальному заліку 16 місце. Збірну країни представляли 174 спортсмени (134 чоловіки та 43 жінки).

## Медалісти
| Медаль | Спортсмени                                                           | Вид спорту                      | Дисципліна                                      |
| ------ | -------------------------------------------------------------------- | ------------------------------- | ----------------------------------------------- |
| Золото | Агнета Андерссон                                                     | Веслування на байдарках і каное | каное-одиночки, 500 метрів (жінки)              |
| Золото | Агнета Андерссон Анна Ульссон                                        | Веслування на байдарках і каное | каное-двійки, 500 метрів (жінки)                |
| Срібло | Сванте Расмусон                                                      | Сучасне п'ятиборство            | чоловіки                                        |
| Срібло | Бо Ґустафссон                                                        | Легка атлетика                  | Спортивна ходьба на 50 кілометрів (чоловіки)    |
| Срібло | Патрік Шеберг                                                        | Легка атлетика                  | Стрибки у висоту (чоловіки)                     |
| Срібло | Ларс-Ерік Муберг                                                     | Веслування на байдарках і каное | каное-одиночки, 500 метрів (чоловіки)           |
| Срібло | Пер-Інге Бенгтссон Ларс-Ерік Муберг                                  | Веслування на байдарках і каное | каное-двійки, 500 метрів (чоловіки)             |
| Срібло | Пер-Інге Бенгтссон Томмі Карлс Томас Ульссон Ларс-Ерік Муберг        | Веслування на байдарках і каное | каное-четвірки, 1000 метрів (чоловіки)          |
| Срібло | Агнета Андерссон Сесанна Гуннарссон-Віберг Ева Карлссон Анна Ульссон | Веслування на байдарках і каное | каное-четвірки, 500 метрів (жінки)              |
| Срібло | Бйорне Вегге                                                         | Фехтування                      | Індивідуальна шпага (чоловіки)                  |
| Срібло | Рагнар Сканокер                                                      | Стрільба                        | Пістолет, 50 метрів                             |
| Срібло | Кент-Олле Юганссон                                                   | Боротьба                        | Греко-римська боротьба — до 62 кг (чоловіки)    |
| Срібло | Рогер Талльрут                                                       | Боротьба                        | Греко-римська боротьба — до 74 кг (чоловіки)    |
| Бронза | Кент Ельдбрінк                                                       | Легка атлетика                  | Метання списа (чоловіки)                        |
| Бронза | Інгамай Билунд Улла Гокансон Луїза Натгорст                          | Кінний спорт                    | Командна виїздка                                |
| Бронза | Пер Юганссон                                                         | Плавання                        | 100 метрів вільним стилем (чоловіки)            |
| Бронза | Бенгт Барун Пер Юганссон Томас Лейдстрем Мікаель Ерн                 | Плавання                        | Естафета 4×100 метрів вільним стилем (чоловіки) |
| Бронза | Серен Клаесон                                                        | Боротьба                        | Греко-римська боротьба — до 82 кг (чоловіки)    |
| Бронза | Френк Андерссон                                                      | Боротьба                        | Греко-римська боротьба — до 90 кг (чоловіки)    |